# گرمابدشت
گرمابدشت، روستایی از توابع بخش رحیم‌آباد در استان گیلان ایران است. این روستا در دهستان اشکور سفلی قرار دارد.

## جمعیت
این روستا در دهستان اشکور سفلی قرار دارد و براساس سرشماری مرکز آمار ایران در سال ۱۳۸۵، جمعیت آن ۵۱ نفر (۲۱ خانوار) بوده‌است.